# Diomedovy ostrovy

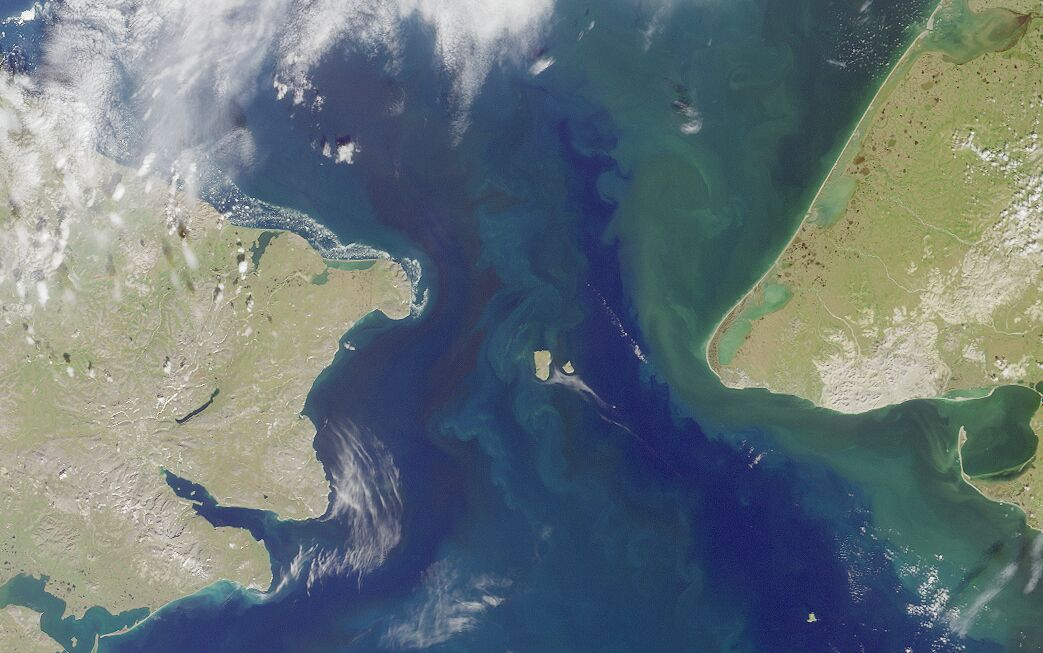
Satelitní snímek Beringova průlivu, Diomedovy ostrovy jsou uprostřed

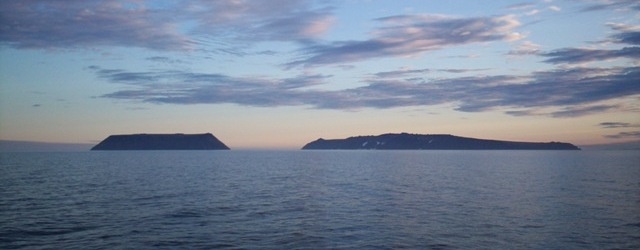
Malý Diomedes (vlevo) a Velký Diomedes

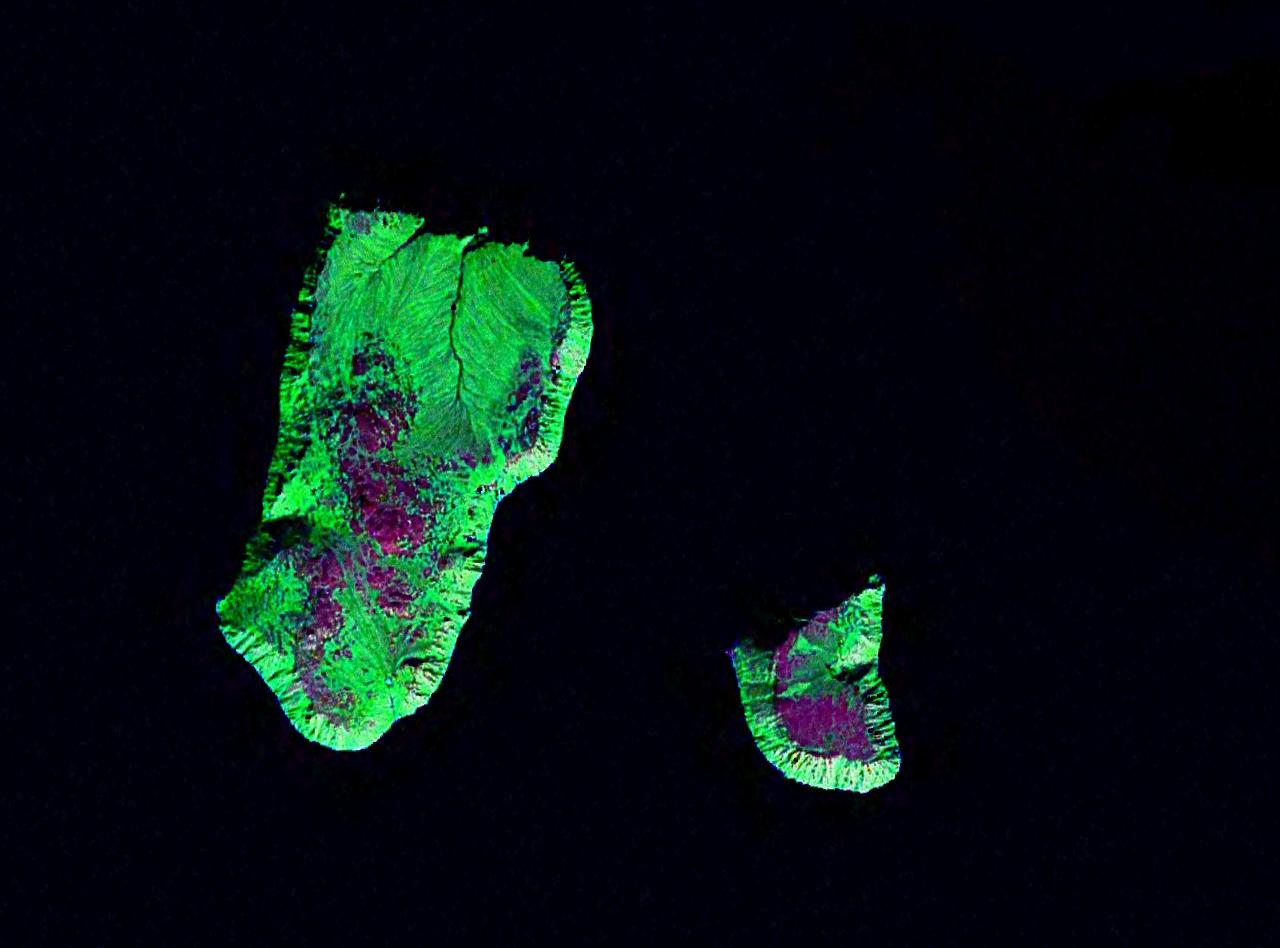
Bližší satelitní fotografie (nepravé barvy)

Diomedovy ostrovy (rusky острова Диомида), také Gvozděvovy ostrovy jsou dva ostrovy v Beringově průlivu mezi Ruskem a Aljaškou.
Západní ostrov Velký Diomedes (Imaqliq, Nunarbuk nebo Ratmanovův ostrov) a východní Malý Diomedes (Inaliq, Kruzenšternův ostrov) jsou skalnaté ostrovy, vzdálené od sebe asi tři kilometry, z nichž každý patří jinému státu.
Ruský ostrov má rozlohu asi 29 kilometrů čtverečních a dnes již není trvale obydlen. Jeho nejvyšší bod má nadmořskou výšku 513 metrů.
Americký ostrov má rozlohu 6 km² žije zde 115 (2010) příslušníků původního národa Inupiatů. Mezi ostrovy přibližně v polovině této vzdálenosti prochází státní hranice i mezinárodní datová hranice. Do souostroví bývá ještě řazen malý, neobydlený ostrov Fairway Rock, ležící asi 15 kilometrů jihovýchodně.
Na východě Velkého ostrova leží nejvýchodnější bod Ruska. Velký Diomedes je součástí Čukotského autonomního okruhu.

## Historie
Prvním Evropanem, který tyto ostrovy spatřil, byl ruský mořeplavec Semjon Ivanovič Děžňov v roce 1648. Ruský mořeplavec (původem Dán) Vitus Bering znovu objevil tyto ostrovy 6. srpna 1728, v den ruského svátku svatého Dioméda – domníval se ale, že se jedná o jeden ostrov, který pojmenoval Ostrov Dioméda. V roce 1732 zakreslil ruský geodet Michail Gvozděv (účastník expedice Ivana Fjodorova) souostroví do námořních map a správně uvedl, že se jedná o ostrovy dva. Díky Gvozděvově zmapování ostrovů se ostrovy dodnes někdy označují i jako Gvozděvovy ostrovy.
Dne 5. listopadu 1933 zamrzl u ostrovů sovětský parník Čeljuskin, který dokončoval svou plavbu Severní mořskou cestou. Od ostrovů začal zamrzlý driftovat na sever do Čukotského moře, kde se později potopil.
V roce 1987, během studené války, přeplavala americká plavkyně Lynne Coxová z Malého na Velký Diomédes, kde měl Sovětský svaz vojenskou základnu. Diomedovy ostrovy jsou často zmiňovány v projektech na budoucí vybudování mostu nebo tunelu přes Beringovu úžinu.

## Zajímavosti
V létě 1995 z Malého Diomedova ostrova vyplul britský herec Michael Palin, známý především z programu BBC Monty Pythonův létající cirkus. Jak herec poznamenal, dívá-li se z americké strany v pondělí ráno, mají Rusové na svém ostrově již úterý ráno. Palin se z ostrova vydal na okružní cestu (proti směru hodinových ručiček) po Pacifickém pobřeží, během které navštívil 18 různých zemí. Měl v plánu vrátit se sem a okružní cestu tak ukončit. Jeho plavba byla součástí pořadu BBC Full Circle a trvala téměř osm měsíců. Když se však následující zimu vrátil na palubě lodi americké pobřežní stráže, nedovolilo mu rozbouřené moře tento záměr uskutečnit.